# Helmut Petzold
Helmut Petzold (* 28. Mai 1914; † unbekannt) war ein deutscher Fußballtrainer. Von 1954 bis 1966 war er für Dynamo Dresden und Dynamo Berlin in der DDR-Oberliga, der höchsten Spielklasse im DDR-Fußball, tätig. In der Vereinsgeschichte von Dynamo Dresden ist er mit insgesamt fast neun Jahren knapp hinter Walter Fritzsch (neun Jahre) der Cheftrainer mit der zweitlängsten Amtszeit.

## Sportliche Laufbahn
Im Alter von 40 Jahren übernahm Helmut Petzold erstmals eine Fußballmannschaft im DDR-weiten Spielbetrieb. Zu Beginn der Saison 1954/55 wurde er Trainer des Oberligisten Dynamo Dresden und löste damit den ungarischen Trainer János Gyarmati ab, der zur Fußballsektion der DHfK Leipzig gewechselt war. In der Vorsaison hatten die Dresdner Platz drei in der Oberliga erreicht, nach dem 7. Spieltag der Saison 1954/55 hatte Petzold Dynamo Dresden an die Tabellenspitze geführt. Danach wurde die Oberligamannschaft nach Ost-Berlin versetzt, wo sie künftig als SC Dynamo Berlin anzutreten hatte. In der Saison-Rückrunde mussten zwischenzeitlich mehrere Leistungsträger an die DHfK-Mannschaft abgegeben werden, sodass am Ende der Spielzeit Dynamo Berlin nur auf dem 7. Platz landete. Ab 1956 spielte der DDR-Fußball im Kalenderjahr-Spielrhythmus, mehrere Stammspieler hatten die Mannschaft von Helmut Petzold verlassen. Diesem gelang es nicht, wieder eine spielstarke Mannschaft zusammenzustellen, sodass Dynamo Berlin am Saisonende aus der Oberliga absteigen musste.
Nach dem Abstieg wurde Petzold von Fritz Bachmann abgelöst und in Berlin entlassen. Er musste nach Dresden zurückkehren, wo er Anfang 1958 den Rest von Dynamo Dresden übernahm. Damit ist Petzold einer von sechs Trainern von Dynamo Dresden mit mehreren Amtszeiten. Dynamo Dresden war 1957 unter seinem Vorgänger Kurt Kresse von der viertklassigen Bezirksliga Dresden in die drittklassige II. DDR-Liga aufgestiegen. Mit Petzold stiegen die Dynamos 1958 in die zweitklassige I. DDR-Liga auf, und 1962 schafften sie unter Petzold den Aufstieg in die Oberliga. Dort stieg man sofort wieder ab, aber von der Saison 1964/65 an konnte sich Dynamo Dresden wieder dauerhaft in der Spitzenliga halten. Bis zum Ende der Spielzeit 1965/66 blieb Petzold Trainer der Dresdner Oberligamannschaft, musste danach aber dem bisherigen Trainer der DDR-Juniorennationalmannschaft Manfred Fuchs Platz machen. Mit der Saison 1967/68 übernahm Petzold das Training der DDR-Liga-Mannschaft der Betriebssportgemeinschaft (BSG) Aktivist Karl Marx Zwickau. Als diese im Laufe der Spielzeit 1968/69 von der BSG Sachsenring Zwickau als 2. Mannschaft übernommen wurde, blieb Petzold der Mannschaft noch bis zum Saisonende erhalten, wechselte dann aber 1969/70 für eine Spielzeit zum Ligakonkurrenten Chemie Böhlen. Danach erschien Petzold nicht wieder im höherklassigen Fußball.